# Constel·lació del Llangardaix
El Llargandaix (Lacerta) és una de les 88 constel·lacions modernes segons la divisió de la Unió Astronòmica Internacional. No figurava a la llista de les 48 constel·lacions ptolemaiques, sinó que la va crear Johannes Hevelius al voltant de 1687.

## Observació
No conté estrelles gaire brillants, cap objecte del Catàleg Messier, cap galàxia de magnitud superior a 14,5, cap cúmul globular i cap estrella amb nom. Per tant, és força difícil de reconèixer. Es troba a l'hemisferi nord de l'esfera celeste, entre el Cigne, Cassiopea i Andròmeda. La constel·lació es troba en la prolongació de la cadena de Andròmeda, i el límit entre aquests dos grups no és gaire fàcil d'establir.
És com una "petita Cassiopea", perquè també té forma de W.

## Característiques destacables

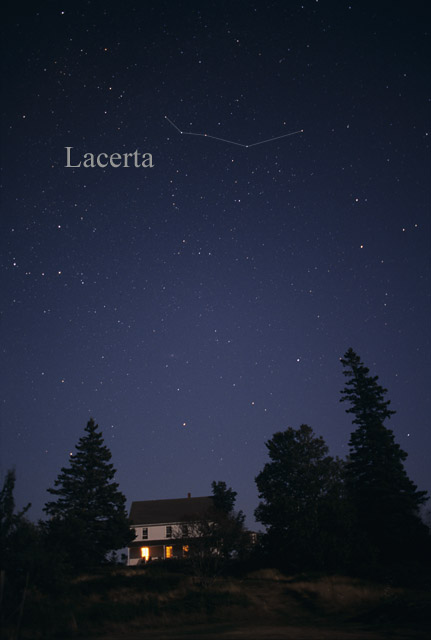
Constel·lació de Lacerta

Només una estrella en la constel·lació, α Lacertae, té una magnitud visual inferior a 4. Aquesta és una estrella blanca de la seqüència principal de tipus A1V, significativament més calenta que el Sol, ja que la seva temperatura superficial és de 9050 K.
És gairebé idèntica a Sirius, però es troba dotze vegades més lluny que aquesta, ja que α Lacertae està a 102 anys llum.
La segona estrella més brillant de Lacerta no té denominació de Bayer. Coneguda per la seva denominació de Flamsteed, 1 Lacertae és una distant gegant ataronjada de tipus K3 amb una lluminositat 1453 vegades superior a la lluminositat solar , i per això també és catalogada com a possible estel gegant lluminós. Té un radi 69 vegades més gran que el del Sol.
La segueix en brillantor 5 Lacertae, una binària espectroscòpica de llarg període —41,95 anys— que ha pogut ser resolta per interferometria de clapejat. Componen el sistema una freda gegant vermella de tipus espectral K9Ia i una estrella calenta de la seqüència principal de tipus B2V.
Per la seva banda, β Lacertae es una gegant groga de tipus espectral G9III amb una temperatura efectiva de 4710 K.

Constel·lació del Llangardaix

Entre les estrelles variables de la constel·lació es troba EW Lacertae, una de les estrelles Be més complexes i més observades.De tipus espectral B3IIIpe, és una variable eruptiva del tipus Gamma Cassiopeiae que experimenta pèrdua de massa des de la seva zona equatorial, conseqüència de la seva elevadíssima velocitat de rotació. Una altra variable d'interès és GL Lacertae, anomenada també Estrella de Babcock, una estrella de tipus A0p que té el major camp magnètic estel·lar conegut (34 000 gauss). Molt diferent és EV Lacertae nana vermella a 16,5 anys llum i una de les estrelles fulgurants més estudiades, ja que és extraordinàriament activa. L'any 2008, astrònoms de la NASA van detectar a través del satèl·lit Swift una enorme flamarada en aquesta estrella; aquesta flamarada va ser milers de vegades més potent que la més gran observada fins ara al Sol.
A Lacerta es poden observar els cúmuls oberts NGC 7209 i NGC 7243. El primer consta d'unes 150 estrelles, entre elles la binària eclipsant SS Lacertae.
El segon és un cúmul jove —amb una edat aproximada de 250 milions d'anys— que es troba a 2230 anys llum de la Terra.
IC 5217 és una nebulosa planetària de doble capa, simètrica respecte a un únic punt amb una cintura molt estreta; consta d'un anell equatorial brillant i lòbuls bipolars oberts.
IRAS 22272+5435 és una protonebulosa planetària, una de les més fredes dins de la seva classe, associada a la supergegant de tipus G5 V354 Lacertae; posseeix un excés de carboni i elements del procés-S en la seva atmosfera.
D'altra banda, BL Lacertae és el prototip dels objectes BL Lacertae, que són nuclis variables de galàxies el·líptiques similars als quasars. Es caracteritzen per una variabilitat ràpida i de gran amplitud, així com per una polarització òptica significativa. A causa d'aquestes propietats, BL Lacertae va ser originalment classificat com a estrella variable.

## Estrelles principals

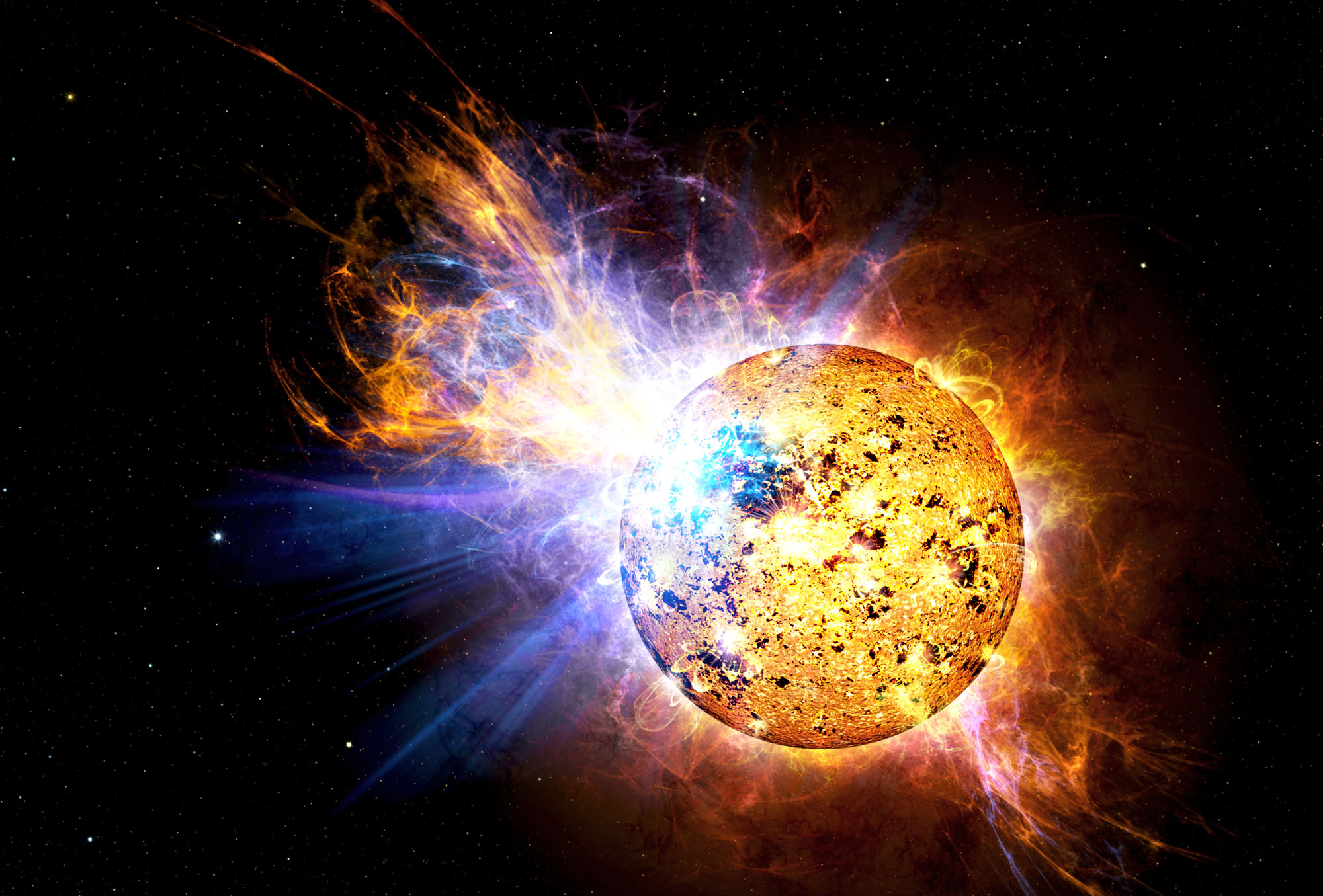
Impressió artística de l'enorme flamarada esdevinguda el 2008 a EV Lacertae.

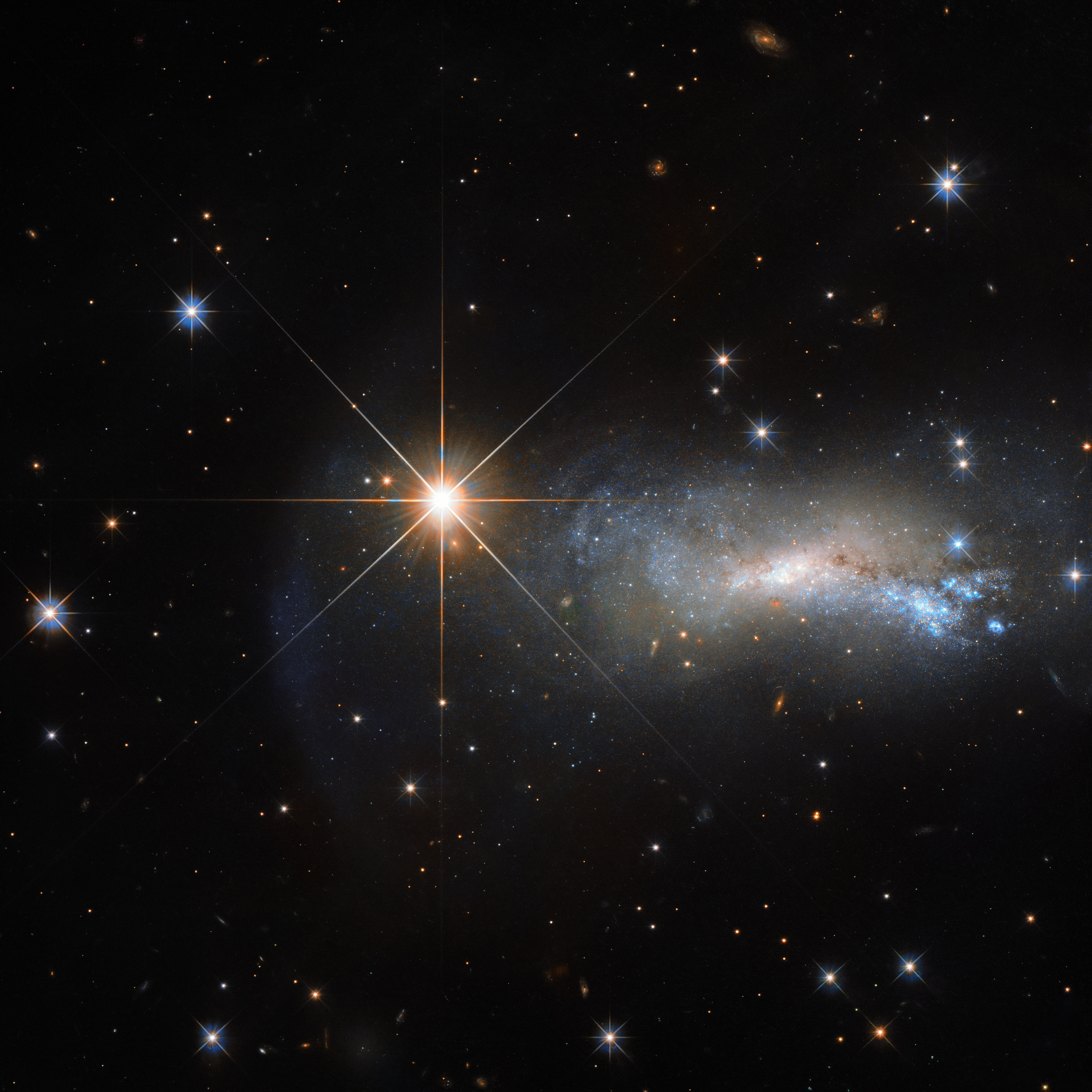
Galàxia NGC 7250 (dreta) i estrella TYC 3203-450-1 (esquerra)

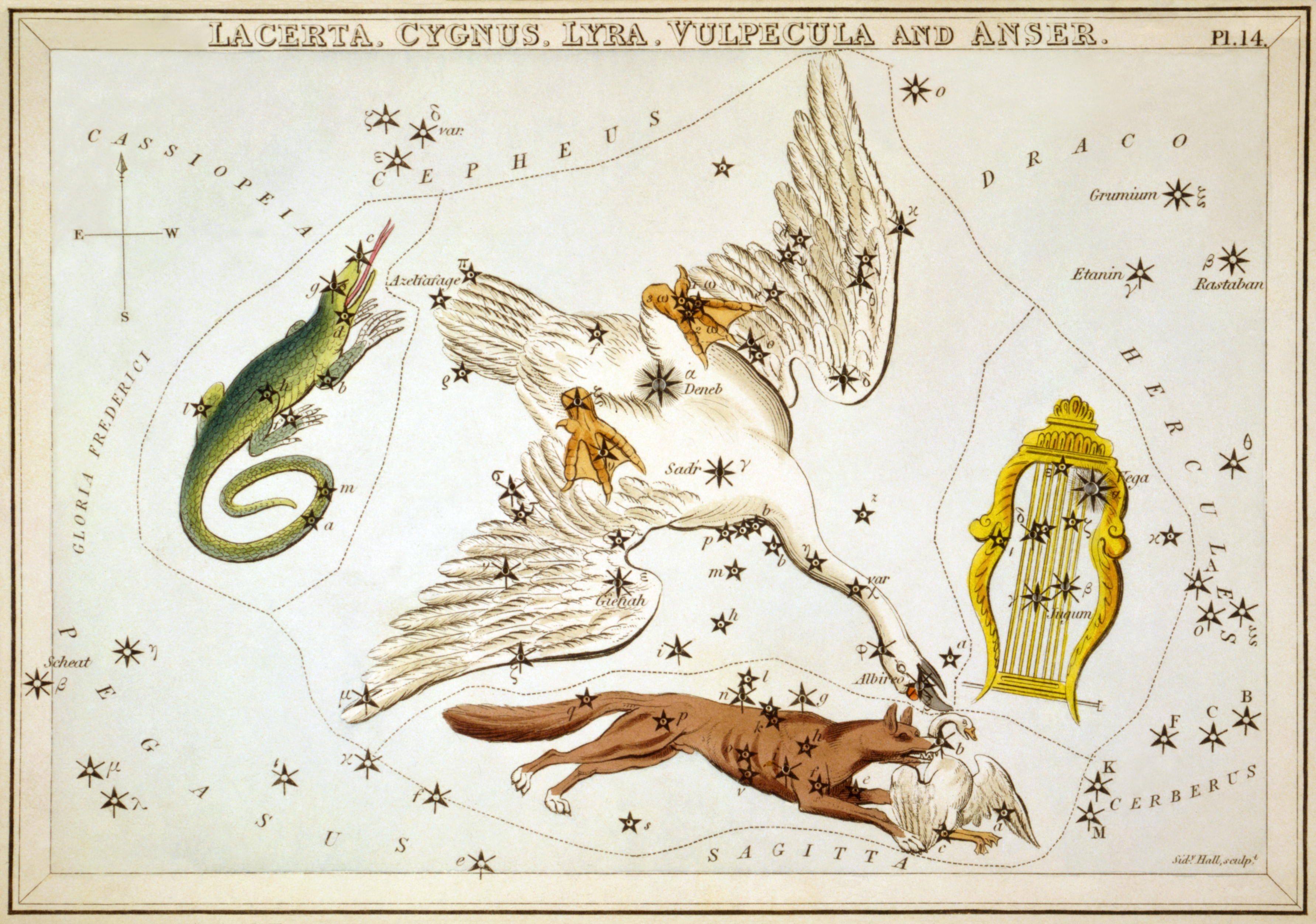
Es pot veure la constel·lació Lacerta a l'esquerra d'aquest mapa de les estrelles de 1825 que apareix a Urania's Mirror

- α Lacertae, l'estrella més brillant de magnitud +3,8 i color blanc, a 102 anys llum de distància.[18]
- β Lacertae, a la punta de dalt del llangardaix, només la quarta estrella més brillant, de magnitud 4,4 i color groc-taronja.[19]
- 1 Lacertae, a l'extrem inferior de la figura, el segon estel més brillant amb magnitud 4,1.
- 2 Lacertae, variable el·lipsoïdal rotant de magnitud 4,55.
- 5 Lacertae (V412 Lacertae), distant sistema estel·lar compost per una gegant vermella i una estrella calenta. De magnitud 4,34 és la tercera estrella més brillant de la constel·lació.
- 9 Lacertae, subgegant blanca de magnitud 4,65.
- 10 Lacertae, de magnitud 4,88, estrella blava 26&800 vegades més lluminosa que el Sol que es troba a uns 1000 anys llum.
- 12 Lacertae (DD Lacertae), estrella variable Beta Cephei de magnitud mitjana 5,25.
- Z Lacertae i RR Lacertae, ambdues variables cefeides; la brillantor de la primera varia entre +7,88 i +8,93 durant un període de 10,8856 dies.
- RW Lacertae, binària eclipsant formada per dues estrelles semblants al Sol.
- AR Lacertae, de magnitud 6,09, és una de les variables RS Canum Venaticorum més brillants del cel.
- CM Lacertae, binària eclipsant de magnitud 8,18.
- EV Lacertae, nana vermella i estrella fulgurant a 16,5 anys llum del sistema solar.
- EW Lacertae, una de les estrelles Be més complexes i millor estudiades, situada a uns 1100 anys llum.
- Estrella de Babcock (GL Lacertae), estrella amb el major camp magnètic conegut.[20][21]
- V364 Lacertae, binària eclipsant formada per dues estrelles AM.
- V424 Lacertae, supergigant vermella i variable irregular.
- ADS 16402, estrella binària, la component secundària del qual té un planeta extrasolar (HAT-P-1b)[22]

## Objectes de cel profund
- Galàxia BL Lacertae, de magnitud 13, prototip d'un tipus de galàxies (objectes BL Lac) que emeten gran quantitat d'energia.[23]
- Cúmul obert NGC 7209, de magnitud 6,7 a 2900 anys llum de nosaltres, té uns 300 milions d'anys d'edat.
- Cúmul obert NGC 7243, amb una extensió de 20 arcmin i magnitud 6,4 es troba a 2900 anys llum.[23]
- NGC 7250, galàxia irregular.
- NGC 7265, galàxia el·líptica de magnitud 12,2 situada 2n al sud-est d'1 Lacertae; és la més brillant d'un triplet de galàxies.

## Història
Abans que Johannes Hevelius adoptés el nom de Lacerta, es van proposar per a aquesta part del cel altres noms. Entre ells Sceptrum et Manus Iustitiae (Cetre i mà de la Justícia) i Honors de Frederic, en al·lusió a Frederic el Gran de Prússia. Els altres noms han decaigut i Lacerta és el que ha sobreviscut. Sent una constel·lació moderna, no està associada a cap llegenda antiga.

## Equivalents
Encara que no estan incloses en els antics mapes estel·lars d'Europa i el Pròxim Orient, les estrelles de Lacerta, juntament amb algunes de la porció oriental de Cygnus, van ser combinades casualment pels primers astrònoms xinesos en la seva "Serp voladora".